# تيموي باكايوكو
تيموي باكايوكو (بالفرنسية: Tiémoué Bakayoko)‏، ولد في 17 أغسطس 1994، هو لاعب كرة قدم فرنسي، في مركز الوسط الدفاعي، كان يلعب في صفوف نادي تشيلسي ومنتخب فرنسا لكرة القدم.
بدأ مسيرته الكروية في نادي رين، وفي أغسطس 2014 انتقل إلى موناكو مقابل 7 ملايين يورو وبعدها في يونيو 2017 انتقل إلى تشيلسي ب 40 مليون جنيه استرليني.

## روابط خارجية
- تيموي باكايوكو على موقع الاتحاد الأوربي (الإنجليزية)
- تيموي باكايوكو على موقع قاعدة بيانات كرة القدم.إي يو (الإنجليزية)
- تيموي باكايوكو على موقع ليكيب (الفرنسية)
- تيموي باكايوكو على موقع ناشيونال فوتبول تيمز (الإنجليزية)
- تيموي باكايوكو على موقع Soccerbase.com (لاعب) (الإنجليزية)
- تيموي باكايوكو على موقع Soccerway.com (الإنجليزية)
- تيموي باكايوكو على موقع عالم كرة القدم.نت (الإنجليزية)
- تيموي باكايوكو على موقع AS.com (الإسبانية)